# La gaia scienza (programma televisivo)
(Slogan del programma televisivo)
La gaia scienza è stato un programma televisivo settimanale di divulgazione scientifica, condotto dal geologo Mario Tozzi con la collaborazione dei comici del Trio Medusa, e trasmesso da LA7 la domenica sera in prima serata nella prima edizione (iniziata il 26 aprile 2009) ed il martedì sera in prima serata (spostata poi in seconda) nella seconda edizione (avviata il 9 marzo 2010), inframmezzate da un'edizione preserale nel periodo natalizio 2009-10. Il titolo della trasmissione è una citazione dell'omonimo testo di Friedrich Nietzsche, nonché di un precedente programma di Mario Tozzi.
la sigla è stata realizzata dall'art director Alberto Traverso.

## Contenuti
Le riprese si svolgono in un'aula della Sapienza di Roma, con un pubblico formato da alcuni ricercatori precari (i "precari della Sapienza") dell'università, cui spetta un ruolo di collaborazione attiva alla trasmissione.
Il programma tratta argomenti scientifici con la regia dello stesso Mario Tozzi, geologo e primo ricercatore del Consiglio Nazionale delle Ricerche, il quale, esprimendosi in un linguaggio semplice, si propone di "spiegare la scienza al popolo", come recita il sottotitolo del programma (per l'appunto, La scienza spiegata al popolo). Il Trio Medusa, invece, con esperimenti di vario tipo ed umorismo, ha l'obiettivo di provare a rendere il programma più "leggero" per chi non ama questo genere di trasmissioni. Come recita il suo motto, La Gaia Scienza è infatti un programma di «divulgazione scientifica e sperimentazione acrobatica». Accompagnata da filmati e servizi di diversi inviati (fra cui anche un duo comico di "pseudo-scienziati", per la precisione gli "scienziati di Viterbo" Cristiano e Stefano), la trasmissione segue le orme delle precedenti produzioni di Mario Tozzi, Gaia - Il pianeta che vive e Terzo pianeta, discostandosene per il suo carattere più brillante.
Il programma si compone di interventi di Mario Tozzi e del Trio Medusa uniti a contributi video. Alla fine di ogni puntata, Mario Tozzi recita un monologo sull'argomento.

## Rapporto con il pubblico televisivo
La Gaia Scienza chiedeva ai propri ascoltatori di collaborare in maniera attiva al programma. Sul sito era possibile collaborare alla stesura del Manifesto de La Gaia Scienza, sorta di carta dei valori da seguire nel programma, ed era possibile inviare domande a carattere scientifico a cui il programma cercava di dare risposta.

### Manifesto
1. Ci sono molte lacune nella nostra ignoranza
2. Non smettere mai di farsi domande
3. Quello che non si spiega oggi, si spiegherà domani (forse)
4. Ricercare la bellezza della natura
5. Siamo cariche elettriche vaganti sull'orlo dell'abisso
6. Non esistono prove scientifiche dell'esistenza di Dio
7. L'amore non è tutto, quella è la salute
8. Niente preti, né politici
9. Una sola esperienza vale più di mille ragionamenti
10. Tutti gli esperimenti devono essere replicabili